# Frank Lobos
Frank Ronald Lobos Acuña (* 25. September 1976 in Santiago de Chile) ist ein ehemaliger chilenischer Fußballspieler, der bei Vereinen in Chile, Spanien, Japan und Brasilien spielte. Er wurde mit CSD Colo-Colo 3-mal chilenischer Meister und 2-mal chilenischer Pokalsieger. 2006 wurde Lobos wegen Bestechung für 10 Jahre vom professionellen Fußball ausgeschlossen.

## Karriere
Frank Lobos begann seine professionelle Karriere 1992 bei CSD Colo-Colo in der ersten Liga Chiles, nachdem er aus der Jugend des Vereins aufgerückt war. Sein Debüt gab er aber erst 1994 und gewann in diesem Jahr mit Colo-Colo die Copa Chile, die er 1996 erneut gewinnen konnte. Mit dem Verein gewann er zudem drei Meistertitel. Nach sechs Jahren wechselte Lobos erst zu Deportes La Serena, dann zu Everton de Viña del Mar und Deportes Concepción. Nie blieb er länger als ein Jahr im Verein und dies sollte sich auch bei seinen Auslandsstationen in Spanien, Japan und Brasilien nicht ändern. Bei seiner letzten Station CR Vasco da Gama spielte er nur einen Monat, da er laut technischem Direktor 20 bis 25 Tage brauche, um auf das Level der Reservemannschaft zu kommen.
2006 wurde Lobos für 10 Jahre für den professionellen Fußball vom chilenischen Verband ANFP wegen Korruption gesperrt. Lobos hatte angeblich zwei Spielern von Santiago Morning Geld angeboten, um das Spiel gegen Universidad Católica absichtlich zu verlieren.
Für Chiles U-17-Nationalmannschaft erreichte Lobos den dritten Platz der Weltmeisterschaft 1993 in Japan. Dies war zugleich der größte Erfolg des U-17-Teams Chiles bei einer Weltmeisterschaft bis heute. Mit der U-20-Nationalmannschaft nahm er an der Junioren-WM 1995 teil, allerdings schied Chile bereits in der Vorrunde aus.

## Erfolge
CSD Colo-Colo
- Chilenischer Meister (3): 1996, 1997 C, 1998
- Chilenischer Pokalsieger (2): 1994, 1996

## Sonstiges
1994 saß Lobos in der Jury des internationalen Songfestivals von Viña del Mar und spielte in der chilenischen Telenovela Rompecorazón mit. 2011 spielte Lobos eine Gastrolle in der chilenischen Reality-Show Año 0 und ein Jahr später in der Reality-Show Mundos opuestos.